# Bezirk Lutowiska
Bezirk Lutowiska – dawny powiat (Bezirk) kraju koronnego Królestwo Galicji i Lodomerii, funkcjonujący w latach 1854–1867. Siedzibą starostwa było miasteczko Lutowiska.

## Historia
Bezirk Lutowiska utworzono w ramach reformy uwłaszczeniowej z okresu Wiosny Ludów (1848–1849), która likwidowała jurysdykcję właściciela ziemskiego nad poddanymi. W Galicji, dominium – jako podstawowa jednostka administracyjna i filar systemu feudalnego straciło rację bytu. Konieczne stało się zatem wprowadzenie nowego systemu administracyjnego, którego zręby powstały w latach 1851–1855. Nowy trójstopniowy podział administracyjny objął 21 cyrkułów (niem. Kreise), 179 małych powiatów (niem. Bezirke) i ponad 6000 gmin (niem. Gemeinde). 
Bezirk Lutowiska objął obszar o wielkości 9,3 mil², zamieszkany był przez 14.214 ludzi i podzielony na 30 gmin katastralnych, w tym jedno miasteczko (Lutowiska). Wszedł w skład cyrkułu sanockiego, jako jeden z jego jedenastu powiatów. Na południu powiat graniczył z Zalitawią.
Po nadaniu Galicji autonomii oraz powołaniu samorządu gminnego i powiatowego w 1865 zlikwidowano cyrkuły (Kreise). Dotychczasowe małe powiaty (Bezirke) w liczbie 179, utrzymały się do 1867 roku, kiedy to w następstwie kolejnej reformy administracyjnej (23 stycznia 1867) zostały zastąpione przez 74 większych powiatów. Obszar zniesionego Bezirk Lutowiska wszedł wtedy w skład nowych powiatów liskiego i turczańskiego (vide podzał w tabeli poniżej).

## Podział administracyjny (1854)
| Lp. | Gmina jednostkowa                        | Powierzchnia | Ludność | Powiat w 1867 po zniesieniu |
| --- | ---------------------------------------- | ------------ | ------- | --------------------------- |
| 1   | Zatwarnica                               | 6800         | 487     | liski                       |
| 2   | Chmiel                                   | 1591         | 331     | liski                       |
| 3   | Smolnik                                  | 4843         | 354     | liski                       |
| 4   | Caryńskie z Nasicznem i Berehami Górnymi | 4849         | 569     | liski                       |
| 5   | Ruskie                                   | 899          | 162     | liski                       |
| 6   | Procisne                                 | 1184         | 188     | liski                       |
| 7   | Paniszczów                               | 2204         | 674     | liski                       |
| 8   | Rosolin                                  | 486          | 147     | liski                       |
| 9   | Wydrne                                   | 419          | 179     | liski                       |
| 10  | Chrewt                                   | 1169         | 429     | liski                       |
| 11  | Olchowiec z Leobratem                    | 878          | 263     | liski                       |
| 12  | Polana                                   | 3283         | 980     | liski                       |
| 13  | Serednie Małe                            | 899          | 205     | liski                       |
| 14  | Dwernik z Dwerniczkiem                   | 1058         | 443     | liski                       |
| 15  | Stuposiany z Bereżkami                   | 5474         | 450     | liski                       |
| 16  | Lutowiska (m) z Posadą                   | 2391         | 996     | liski                       |
| 17  | Ustrzyki Górne                           | 2955         | 234     | liski                       |
| 18  | Wołosate                                 | 6369         | 460     | liski                       |
| 19  | Skorodne                                 | 3667         | 821     | liski                       |
| 20  | Rosochate                                | 806          | 269     | liski                       |
| 21  | Krywka                                   | 835          | 235     | liski                       |
| 22  | Żurawin                                  | 2655         | 394     | liski                       |
| 23  | Sokołowa Wola                            | 1083         | 274     | liski                       |
| 24  | Hulskie                                  | 2512         | 222     | liski                       |
| 25  | Szandrowiec                              | 2635         | 657     | turczański                  |
| 26  | Tarnawa Wyżna i Niżna                    | 7757         | 959     | turczański                  |
| 27  | Dydiowa                                  | 4258         | 473     | turczański                  |
| 28  | Boberka                                  | 4159         | 1038    | turczański                  |
| 29  | Dźwiniacz Górny                          | 5394         | 587     | turczański                  |
| 30  | Łokieć                                   | 1474         | 340     | turczański                  |

Objaśnienie:
(M) = miasto; (m) = miasteczko